# Vazgen Safaryants
Vazgen Safaryants est un boxeur biélorusse né en 1984.

## Carrière
Sa carrière amateur est marquée par une médaille d'argent aux championnats d'Europe de Liverpool en 2008 et une médaille de bronze à ceux de Plovdiv en 2006 dans la catégorie poids légers.

## Palmarès

### Jeux olympiques
- Qualifié pour les Jeux de 2012 à Londres, Royaume-Uni

### Championnats d'Europe de boxe amateur
- Médaille d'argent en -60 kg en 2013 à Minsk, Biélorussie
- Médaille d'argent en -60 kg en 2008 à Liverpool, Angleterre
- Médaille de bronze en -60 kg en 2006 à Plovdiv, Bulgarie

## Référence
1. ↑  (en) Résultats des championnats d’Europe 2008 (amateur-boxing.strefa.pl)